# José Augustín Orbegozo Jáuregui
Padre José Augustín Orbegozo Jáuregui CP (Bidania-Goiatz, 1 de fevereiro de 1937) é religioso, escritor e professor espanhol. Foi superior geral da Congregação da Paixão de Jesus Cristo de 1988 a 2000.

## Biografia
Nasceu no então município de Goiatz (hoje mesclado ao município de Bidania), na província de Guipúscoa, no País Basco. Ingressou na Congregação da Paixão de Jesus Cristo em 5 de setembro de 1954, ordenando-se presbítero da Igreja Católica em 2 de abril de 1960. Licenciou-se em Teologia pelo Pontifício Instituto Angelicum de Roma (1962) e em Sagrada Escritura pelo Pontifício Instituto Bíblico da mesma cidade (1964).
Dentro de sua congregação, exerceu os seguintes cargos: superior local em Urretxu, Guipúscoa, (1969-1973); consultor provincial (1973-1977); diretor do Seminário Goiz-Argi (1975-1977); Superior Provincial de Bilbau (1981-1988); e Superior Geral da Congregação Passionista (1988-2000).
Foi também professor de Sagrada Escritura no Teologado de Urretxu (1964-1968), no Seminário de San Sebastián (1969-1971/1978-1979), e na Universidade de Deusto de Bilbau (1978-1979).
Em 1960, traduziu para a língua basca o livro de Josemaría Escrivá Caminho, com o título de Bidea, que foi revisado por Manuel Lekuona. Colaborador, entre outras publicações, em Olerti, Jakin e Redención. Pertenceu à equipe de tradução para o basco dos textos litúrgicos (1966-1968) e da Bíblia (1970-1974).